# Bob Miner
Robert Nimrod „Bob” Miner (ur. 23 grudnia 1941 w Cicero, zm. 11 listopada 1994 w San Francisco) – amerykański biznesmen, współzałożyciel wraz z Larrym Ellisonem i Edem Oatesem firmy Oracle Corporation.